# 노스페라투 (2024년 영화)
《노스페라투》(Nosferatu)는 2024년 개봉한 미국의 고딕 공포 영화이다. 로버트 에거스가 감독과 각본을 맡았다. 배우 빌 스카르스고르드가 주인공 오를로크 백작 역을 맡는다. 프리드리히 빌헬름 무르나우가 연출한 1922년작 공포 영화 〈노스페라투〉의 두 번째 리메이크 영화이다.

## 줄거리
1800년대 초, 엘런이라는 어린 소녀가 외로움을 덜어줄 친구를 위해 기도한다. 이로 인해 노스페라투인 오를로크 백작이 의도치 않게 소환되고, 그들 사이에 정신적인 연결이 형성되어 엘런의 발작을 유발한다.
1838년, 엘런은 토마스 허터와 결혼하여 부부는 독일의 비스보르그 마을에 산다. 토마스는 고용주인 헤르 녹에게서 은둔자인 오를로크 백작에게 낡은 그뤼네발트 장원을 팔라는 수익성 높은 의뢰를 수락한다. 엘런은 토마스에게 악몽을 이야기하며 그것을 나쁜 징조로 보고 토마스가 머물기를 간청하지만 그는 그녀의 우려를 부드럽게 일축한다. 그는 그녀를 부유한 친구 프리드리히 하딩과 그의 임신한 아내 안나, 그리고 그들의 어린 두 딸 클라라와 루이즈에게 맡긴다.
트란실바니아의 카르파티아산맥에 있는 작은 마을에 도착한 토마스는 현지 주민들에게 외면당한다. 그는 여관에서 방을 빌리고, 한 노파로부터 오를로크를 찾아가지 말라는 경고를 받는다. 그날 밤, 그는 루마니아의 롬인들이 뱀파이어라고 주장되는 시체를 발굴하여 말뚝을 박는 것을 목격하는데, 그 시체에서 피가 솟구친다. 그는 마을이 텅 비고 말도 사라진 채 잠에서 깬다. 토마스는 오를로크의 성으로 그를 태우고 가는 무인 마차가 나타날 때까지 걸어서 이동한다.
그들을 만나자, 이상하고 위협적인 오를로크는 토마스에게 부동산 매매를 강요한다. 오를로크는 토마스를 불안하게 만드는 초자연적인 능력을 보여준다. 다음 날 밤, 오를로크는 토마스를 속여 엘런과의 결혼을 해소하는 문서에 서명하게 하고, 엘런의 머리카락 한 뭉치가 들어 있는 그의 로켓을 가져간다. 물린 자국을 발견하고 점점 병들고 두려워진 토마스는 떠나기를 요구하지만, 오를로크는 그를 물리치고 떠나기 전에 머물면서 회복하라고 요구한다. 토마스는 잠에 들었다 깨어나기를 반복하며 가슴에 물린 자국을 발견한 후 성을 탈출하려 한다. 그는 대신 지하실로 들어가는데, 거기서 백작이 관 속에 나체로 썩어가는 시체 상태로 잠들어 있는 것을 발견한다. 그는 곡괭이로 그를 공격하지만, 오를로크는 깨어나 토마스를 쫓는다. 토마스는 성 아래 강으로 떨어지고, 거기서 근처 교회의 동방 정교회 수녀들에게 발견되어 보살핌을 받는다. 수녀들은 오를로크가 악마와 계약을 맺은 후 뱀파이어가 된 솔로모나르였다고 설명한다. 오를로크는 가래톳페스트를 옮기는 쥐들과 함께 관 속에 몸을 숨긴 채 배를 타고 비스보르그로 항해하며, 항해 중에 승무원들을 모두 죽인다.
토마스가 없는 동안, 엘런은 오를로크의 영향 아래 놓여 빙의되어 발작과 몽유병을 앓기 시작하고, 그녀의 의사인 빌헬름 시버스는 치료에 어려움을 겪는다. 시버스는 자신의 옛 멘토인 알빈 에버하트 폰 프란츠 박사와 상의하는데, 그는 자신의 오컬트 신념 때문에 따돌림을 받는 스위스 과학자이다. 엘런을 방문한 후, 폰 프란츠는 그녀가 실제로 노스페라투의 악마적인 영향 아래 있다는 것을 확인하지만, 하딩 부부는 회의적이다. 녹은 양을 죽여 날로 먹은 후 정신병원에 입원한다. 시버스와 폰 프란츠는 녹이 노스페라투를 섬긴다고 믿고 녹의 사무실을 수색하는데, 그 노스페라투가 오를로크임을 밝혀낸다. 폰 프란츠는 나중에 그 생물을 죽일 수 있는 유일한 방법은 노스페라투가 묻혔던 땅으로 돌아가야 한다는 것을 밝힌다.
오를로크의 전염병이 주민들을 황폐화시키는 동안 토마스는 비스보르그로 돌아온다. 녹은 도망쳐 짐꾼을 죽이고 오를로크를 그뤼네발트 장원으로 안내한다. 오를로크는 엘런의 꿈에 나타나 토마스가 어떻게 그들의 결혼을 무효화했는지 알려준다. 그리고 그는 3일 안에 그에게 복종하지 않으면 토마스를 포함하여 그녀가 사랑하는 모든 사람을 죽이겠다고 요구한다. 그녀는 경악하며 깨어나 안나가 전염병에 걸린 쥐들에게 공격당하는 것을 발견한다. 하딩은 엘런의 경고를 듣지 않고 말다툼 끝에 그녀와 토마스를 모두 내쫓는다. 토마스는 엘런의 안전을 위해 도시를 떠나야 한다고 주장하고, 엘런은 오를로크와의 과거를 밝힌다. 그러고 나서 그녀는 오를로크가 자신을 이용하고 결혼을 무효화하게 내버려둔 것에 대해 그를 비난한다. 악마적인 빙의 상태에서 그를 자극하자 그들은 힘든 섹스를 한다. 오를로크는 안나와 그녀의 아이들을 죽임으로써 보복한다. 하딩은 처음에는 토마스와 엘런을 비난하지만 오를로크에게 물린 자국을 본 후 그들이 진실을 말하고 있었다는 것을 인정한다. 슬픔에 미쳐버린 하딩은 아내의 시체를 능욕하다가 전염병으로 죽는다.
폰 프란츠의 연구에 따르면 노스페라투는 아름다운 처녀의 자발적인 희생으로 파괴될 수 있다. 오직 자신만이 전염병을 멈출 수 있다는 것을 알고 엘런은 토마스를 떨어뜨려 놓기 위해 폰 프란츠와 공모한다. 토마스, 폰 프란츠, 시버스는 그뤼네발트 장원으로 가는데, 거기서 오를로크의 관에서 잠자고 있는 녹을 발견하고 실수로 죽인다. 폰 프란츠의 속임수를 깨달은 토마스는 엘런을 구하기 위해 서둘러 돌아오고 폰 프란츠는 금고를 파괴한다. 엘런은 오를로크를 침실로 불러들여 그에게 다시 자신을 바치고, 해가 뜰 때까지 그가 자신을 먹게 한다. 오를로크는 햇빛을 알아차리지만, 엘런에게 계속해서 자신을 먹으라고 부추겨진다. 수탉이 울고, 죽어가는 엘런의 포옹에 붙잡힌 오를로크는 깨어나는 아침에 죽는다. 토마스는 몇 분 후에 돌아와 엘런이 죽을 때 그녀의 손을 잡고, 폰 프란츠는 그녀의 희생이 그들을 노스페라투의 전염병에서 해방시켰음을 확인한다.

## 출연
- 빌 스카르스고르드 - 오를로크 백작
- 니컬러스 홀트 - 토머스 허터
- 릴리로즈 뎁 - 엘런 허터
- 에런 테일러존슨 - 프리드릭 하딩
- 에마 코린 - 애나 하딩
- 윌럼 더포 - 앨빈 에버하트 본프랜즈 교수
- 사이먼 맥버니 - 헤어 녹
- 랠프 아인슨 - 윌헬름 시버스 박사
- 스테이시 투네스 - 수간호사
- 요르단 하이 - 뱀파이어 헌터
- 그레타[2]

## 참고 사항
- 로버트 에거스는 어린 시절부터 1922년작 〈노스페라투〉의 엄청난 팬이었다. 17살 때 학교에서 〈노스페라투〉 연극판[3]을 연출하기도 했다. 에거스는 2016년 인터뷰에서 "그때 저는 이 작품이 제가 하고 싶은 것이라는 것을 깨달았습니다. 〈노스페라투〉는 저에게 매우 가깝고 마법 같은 연관성을 가지고 있습니다"라고 말했다.